# Моймир II
Моймир II (?-906 г.) е последния княз на Великоморавия. Заради гражданската война с брат си нитранския княз Святополк II и вероятно заради боевете с маджарите, той не успява да предотврати разпокъсването на княжеството.
Моймир наследява своя баща Святополк I като княз на Великоморавия след смъртта му през 894 година. По същото време княжество Нитра е отстъпено като зависима територия на по-младия му брат Святополк II. Може би под влиянието на източнофранкския крал Арнулф Каринтски Святополк въстава срещу Моймир през 895 и отново през 897 година, когато сключва споразумение за сътрудничество с Арнулф. Като резултат Моймир атакува своя брат и е подкрепен от източнофранкските войски, изпратени да подкрепят въстанието на Святополк. Освен това към края на IX век маджарите ежегодно плячкосват този регион и започват устойчива политика на уседналост в Панония.
Тези събития бързо изтощават централноевропейското княжество. Великоморавия губи Блатненското княжество в полза на Източнофранкското кралство през 894 година, а Бохемия се оттегля на следващата година и също става васал на Арнулф. Същия път избират и лужишките сърби през 897 година. Постоянната опасност от маджарите остава, тъй като те пресичат Карпатите и през 896 година се настаняват в слабо населените територии на Великоморавия около Горна и Средна Тиса. През 900/901 година, след няколко грабителски похода в Европа маджарските Арпади разпростират влиянието си и отвъд Дунав.
Въпреки очевидната катастрофа, Моймир взема отчаяни мерки и през 898 година търси съюза на Папската държава като моли за папската благословия за нови свещеници от моравско потекло. Този ход има негативен отзвук в Източнофранкското кралство и конкретно в съседното Баварско херцогство, тъй като това може да намали влиянието на баварските духовници в страната. Баварците (франките) са разтревожени от това искане и изпращат войски, които обаче са победени от Моймир. Годината е успешна за моравския княз, който пленява и бунтуващия се Святополк, по-късно спасен и избягал в германските земи. След смъртта на Арнулф, папата в крайна сметка изпраща легати да осветят великоморавски архиепископ и трима епископи през 899 година. Единственото нещо, което знаем за тях е, че архиепископът позволява литургиите да бъдат ръководени на славянски език, а един от тях е оставен в Нитра.
През 900 година маджарите атакуват отвъддунавските бивши великоморавски територии. Дотогава те са окупирани от Бавария и се счита, че войските на Моймир подопомагат активно маджарската кампания. Франките са принудени да сключат мир с Великоморавия през 901 година и Моймир се помирява с брат си. Договорът с тях слага край на петгодишната война между Великоморавия и Бавария.
Въпреки това геополитическото напрежение между трите народа не секва, като маджарите стават опасни и за двете страни. Моймир спира атаките им през 902 и 906 година, като през 904 г. е подкрепен от баварски войски.
Братята Моймировичи вероятно умират през 906 година в тежки сражения с маджарите. През 907 година Арпадите разгромяват баварците в трите битки при Братислава. Моймир или името на наследника му не са споменати във връзка с важните битки.
След това държавата започва да се разпада. Остатъкът от централната част е поделен между херцогство Бохемия и кралство Унгария, а местни управители продължават да управляват в планините на Словакия.
Забележка: Превод от английски език